# Foulques III d'Anjou
Pour les articles homonymes, voir Foulques.
Foulques III,, dit Foulques Nerra (« le Noir »), en raison de son teint sombre, né vers 965-970 et mort à Metz le 21 juin 1040, est comte d'Anjou de 987 à 1040. Il a marqué l'histoire de son temps par sa violence et les actions entreprises pour se racheter de ses crimes.

## Biographie
Foulques est de la famille des Ingelgeriens et fils de Geoffroy Ier Grisegonelle, comte d'Anjou, et d'Adèle de Vermandois. À son avènement, Foulques III Nerra, le nouveau comte d'Anjou, est un personnage d'un naturel violent et d'une énergie peu commune, « un des batailleurs les plus agités du Moyen Âge », selon la formule de l'historien Achille Luchaire.
Il se montre souvent cruel, mais ses remords sont à la hauteur de ses crimes : il multiplie les abbayes dans ses domaines et part, à quatre reprises, pour la Terre sainte (1003, 1009, 1035 et 1038), pour laver ses nombreux péchés et se faire pardonner de ses crimes. En effet, on l'accuse, entre autres, d’avoir commandité l'incendie de la ville d'Angers quelques jours après avoir fait brûler vive son épouse qu'il avait accusée d'adultère. Poursuivi par la haine publique et par le cri de sa propre conscience, il a l'impression que les nombreuses victimes, immolées à sa vengeance ou à son ambition, sortent la nuit de leurs tombeaux pour troubler son sommeil et lui reprocher sa barbarie.
Lors de son dernier pèlerinage à Jérusalem, il se repent en avançant vers le Saint-Sépulcre torse nu et flagellé par deux serviteurs qui sur son ordre scandent :

« Seigneur reçois le méchant Foulques, comte d'Anjou qui t'a trahi et renié. Regarde mon âme repentie, ô Jésus-Christ. »

Les pèlerinages entrepris par le comte d'Anjou à Jérusalem en 1003-1005, 1009-1011, 1036 et 1039 lui valurent les surnoms d'« Ancien » et de « Jérosolomitain » dans les chroniques manuscrites après sa mort,.
À l’ouest, il s’oppose à l'époux de sa sœur Ermengarde, Conan Ier, comte breton de Rennes, qu’il bat et tue le 27 juin 992 à Conquereuil. Cette victoire lui permet d’occuper le comté du Maine et la Touraine et d'installer un vassal, le vicomte de Thouars à Nantes. Il est en lutte également avec le duc Richard II de Normandie.
Vers 1001, lors de la prise de la forteresse de Montsoreau, il décide de la donner et non pas de la confier à son plus fidèle vassal, Gautier de Montsoreau, et crée ainsi la première seigneurie d'Anjou. Cette décision autant politique que stratégique lui assurera une défense plus efficace du territoire. La forteresse de Montsoreau ne sera d'ailleurs pas reprise.
Il agrandit son domaine au détriment du Poitou, en conquérant les Mauges, et y fait construire en 1005 le château de Montrevault.
Foulques Nerra, marié à Elisabeth de Vendôme, sœur de Renaud de Vendôme, évêque de Paris, fils de Bouchard le Vénérable, comte de Vendôme, hérite de ce comté à sa mort, en 1016. Foulques Nerra transmet le comté de Vendôme à Bodon de Nevers marié à sa fille, Adèle de Vendôme-Anjou.
Son principal ennemi à l’est est le comte Eudes II de Blois, mais une alliance avec les rois capétiens lui permet de le tenir en échec. Il est vainqueur de celui-ci à la bataille de Pontlevoy le 6 juillet 1016. Il confie ensuite la garde de ses vastes domaines à son « bouillant » chef de guerre Lisois d'Amboise, qu'il nomme sénéchal d'Anjou.

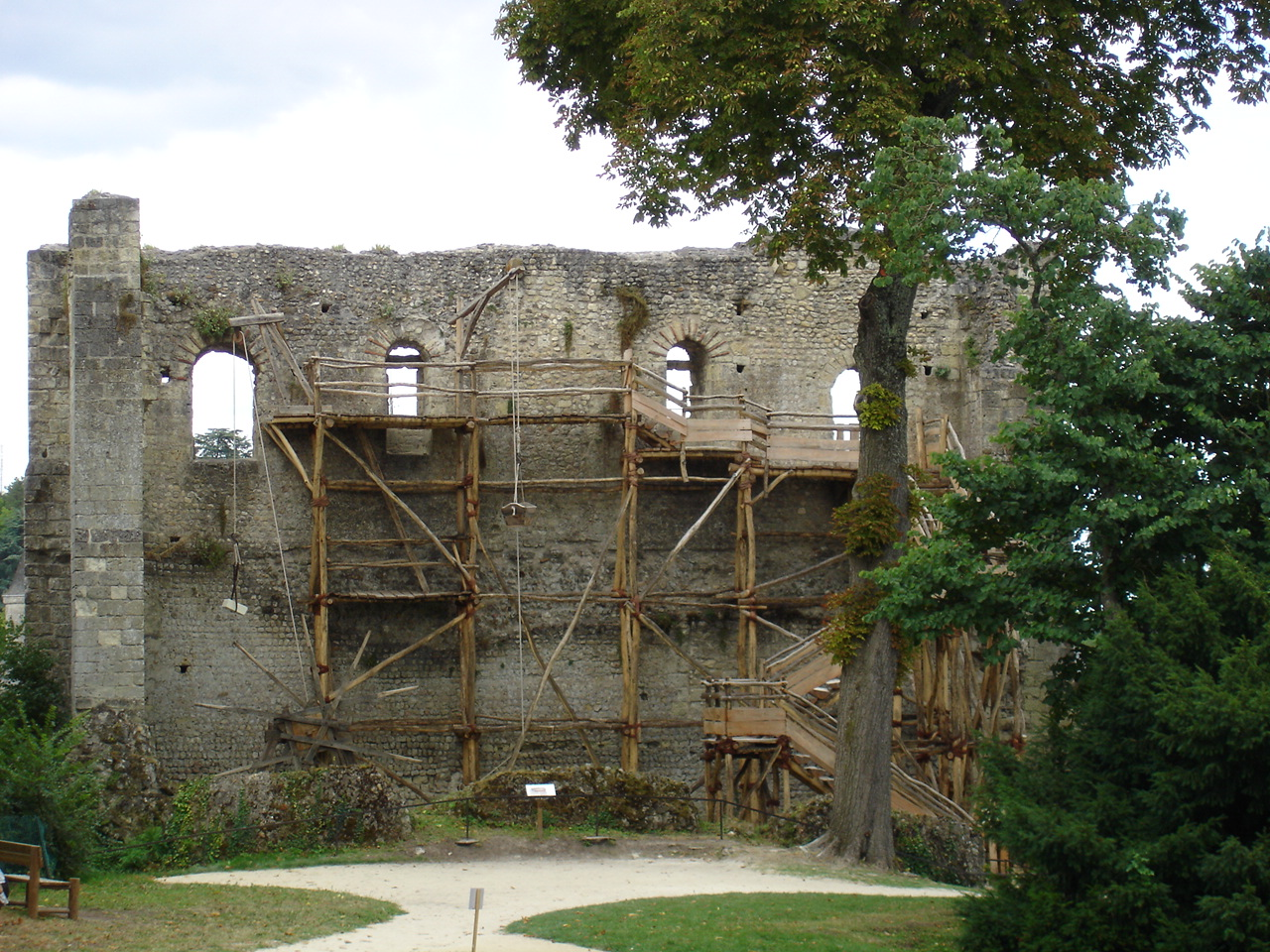
Ruines de l'ancienne forteresse de Langeais.

Pendant toutes ses années de règne, il guerroie sans cesse contre les Bretons, contre la maison de Blois, protégeant son comté, allant de Vendôme à Angers en passant par Château-Gontier, Loches, Montbazon, Langeais ou Montrichard. On lui doit plus d'une centaine de châteaux, donjons et abbayes.
En 1007, Foulques Nerra fonde l'abbaye de Beaulieu-lès-Loches. Le comte d'Anjou a également fait ériger le donjon de Langeais, forteresse bâtie en 994 et dont les ruines se trouvent toujours au château de Langeais, ainsi que l'étang Saint-Nicolas à Angers, qu'il fait creuser vers l'an 1000. Aux côtés d'Aldebert Ier, comte de la Marche, Foulques s'empare de Tours une première fois en 990. Néanmoins, la même année, la population tourangelle entre en révolte et il se fait chasser de la ville. En 997, après l'avoir assiégée, le comte d'Anjou et ses troupes investissent à nouveau la capitale tourangelle,.
À la fin des années 1030, après la mort d'Eudes II, la ville de Chinon est prise à son tour par le comte d'Anjou. Cependant, ces possessions se révèlent être de courte durée. Son fils Geoffroy parvient à reprendre Tours et Chinon en 1044,.

### Mariages et enfants
Il épouse en premières noces Élisabeth de Vendôme, fille de Bouchard le « Vénérable », comte de Vendôme, et d'Élisabeth Le Riche, comtesse de Corbeil et de Melun. De ce mariage naît Adèle, comtesse de Vendôme, mariée à Bodon de Nevers, d'où la suite des comtes de Vendôme.
Selon certaines sources, parce que cette première épouse ne lui avait pas donné d'enfant mâle pour lui succéder, il l'accuse d'adultère et la fait juger par un tribunal complaisant qui la condamne à être brûlée vive. D'autres disent qu'elle serait morte brûlée vive lors de l'incendie d'Angers vers l'an mil, mais cette version, bien que citée par la chronique de Saint-Aubin d'Angers, est mise en doute.
Vers 1001, il épouse en secondes noces Hildegarde de Haute-Lorraine de Sundgau. Le seul document qui en parle et qui précise qu'elle est originaire de Lotharingie et d'ascendance royale, est le cartulaire de l'abbaye Notre-Dame-de-la-Charité ou Ronceray qu'elle a fondée en 1028.
Foulques Nerra et Hildegarde donnnent naissance à :
- Geoffroy II Martel (° 1006 † 1060), comte d'Anjou et de Vendôme ;
- Ermengarde Blanche, mariée en premières noces à Geoffroy II Ferréol, comte du Gâtinais ; puis en secondes noces, à Robert Ier le Vieux, duc de Bourgogne. Postérité des deux unions, dont la suite des comtes d'Anjou par la 1re alliance.

### Mort et postérité
Foulques Nerra meurt à Metz alors qu'il rentre de son dernier voyage en Palestine. Son corps est enterré dans l'abbaye de Beaulieu-lès-Loches. Le 9 juillet 1870, des fouilles ont lieu dans l'abbaye et les archéologues chargés du chantier exhument une tombe contenant un crâne et quelques ossements, qui sont attribués à Foulques Nerra,. Après une opération de sondage archéologique réalisée au niveau de la partie sud du transept de l'abbaye, la tombe est à nouveau ouverte en 2007 et une expertise, menée au CHU de la Pitié-Salpêtrière, conclut que les restes retrouvés en 1870 ne sont pas ceux du comte d'Anjou.
Foulques Nerra est cité dans La Chronique des comtes d'Anjou, texte écrit de 1100 à 1140 par un moine angevin, à la demande de Foulques le Réchin.

## Bâtisseur
Foulques Nerra a tout au long de sa vie fortifié ses terres par des constructions imposantes, en divers lieux de l'Anjou, du Maine et de la Touraine et également aux confins du Poitou. Les constructions de Foulques Nerra ont eu une place déterminante dans l'histoire castrale. Il est intéressant tout d'abord de noter que comme dans la plupart des principautés de l'époque, la plupart de ces forteresses se situent en périphérie de son territoire. Par exemple la Touraine, dont Foulques Nerra est un des principaux conquérants sur les comtes de Blois et de Chartres avant son rattachement définitif par son fils à l'Anjou après la bataille de Nouy en 1044, fait partie de ces régions récemment conquise et où le pouvoir du comte d'Anjou n'est pas encore assuré face aux autres grands féodaux (Eudes II de Blois notamment). Les fortifications bâties par Foulques Nerra s'inscrivent donc tant dans la conquête militaire que dans le contrôle des terres et de la population (phénomène d'incastellamento). La construction de forteresses et souvent accompagnée de la fondation à proximité d'un prieuré pour inciter la population à s'installer et rester auprès du pouvoir féodal, c'est par exemple le cas avec la forteresse de Langeais. Les constructions de Foulques Nerra sont nombreuses, on compte par exemple : Loches, Langeais, Montbazon, Montrésor, Semblançay, Montrichard en Touraine, mais aussi Villentrois, Loudun, Moncontour, Montreuil-Bellay, Brissac, Baugé, Durtal, Château-Gontier dans le reste de son territoire.
Outre le nombre important de sites castraux fondés par Foulques Nerra, il est important de noter le caractère novateur qu'ont eu ces constructions fortifiées au début du XIe siècle. Foulques Nerra est ainsi le premier à réemployer la pierre pour la construction de la forteresse de Langeais en 994,, en rupture avec les mottes castrales défendues par des chemises et tours de bois, matériau bien plus courant et bien moins cher. Le donjon de Loches est également un édifice majeur. Bâti vers 1020-1030, contemporain celui de Nogent-le-Rotrou dans le Perche, il s'agit d'un des premiers édifices de pierre d'une telle ampleur. Imposant, cet édifice avait tant des fonctions militaires que celle de marquer l'espace du pouvoir du comte d'Anjou, notamment alors que Loches fut un temps une enclave angevine au sein d'une Touraine encore en majeure partie aux mains des comtes de Blois et de Chartres.
Il convient enfin de ne pas négliger les fondations religieuses de Foulques III : abbayes (Beaulieu-lès-Loches) et églises (Saint-Nicolas et l’abbaye du Ronceray à Angers, l’église Saint-Aubin à Blaison).

## Dans la fiction
Roger Bichelberger a fait de Foulques Nerra le narrateur de son roman Lettre à une trop jeune morte (2018) ; le comte, à la fin de sa vie, y dicte ses mémoires, sous forme d'une lettre adressée à sa première épouse Elisabeth de Vendôme.